# Bendito Freitas

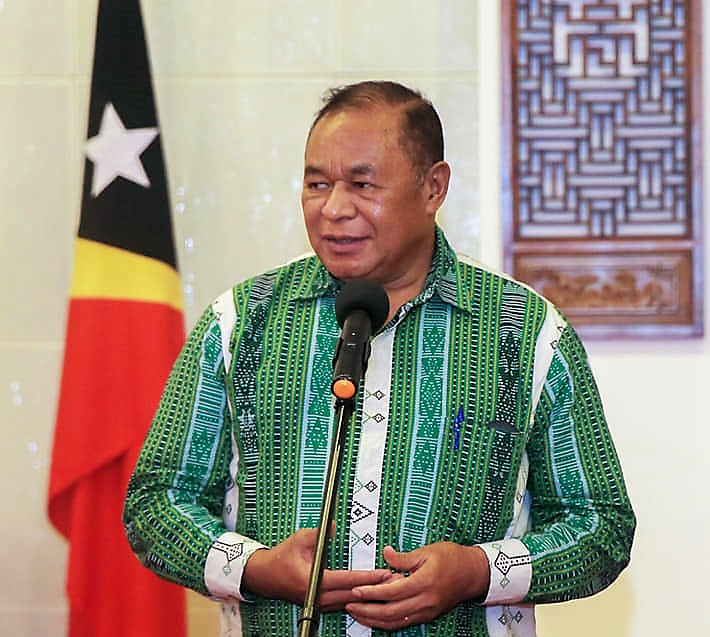
Bendito Freitas (2023)

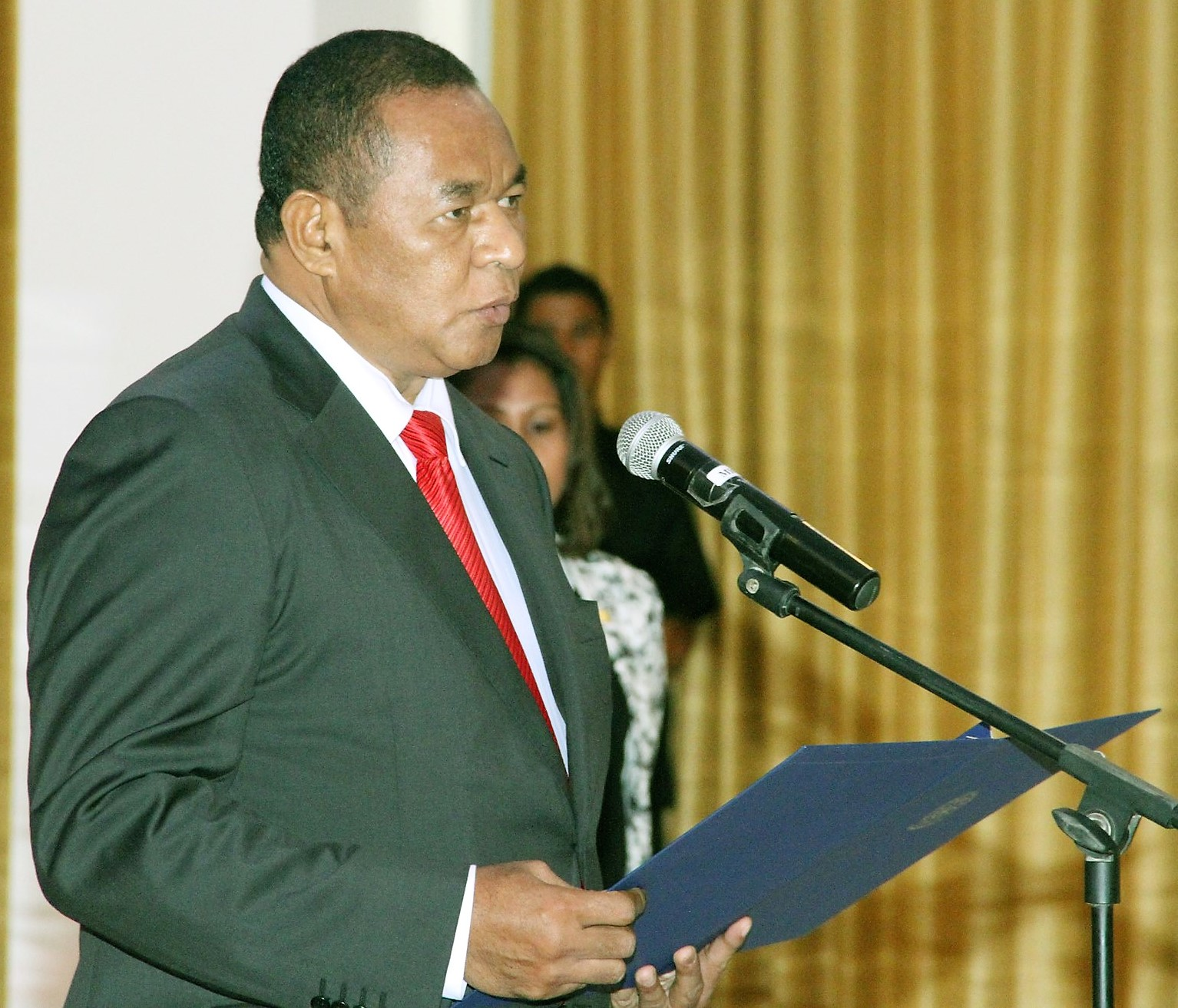
Bendito Freitas (2015)

Bendito dos Santos Freitas ist ein Diplomat und Politiker aus Osttimor. Er ist Mitglied der Partei Congresso Nacional da Reconstrução Timorense (CNRT) und seit 2023 Außenminister Osttimors. Bereits von 2007 bis 2015 war er Regierungsmitglied.

## Werdegang

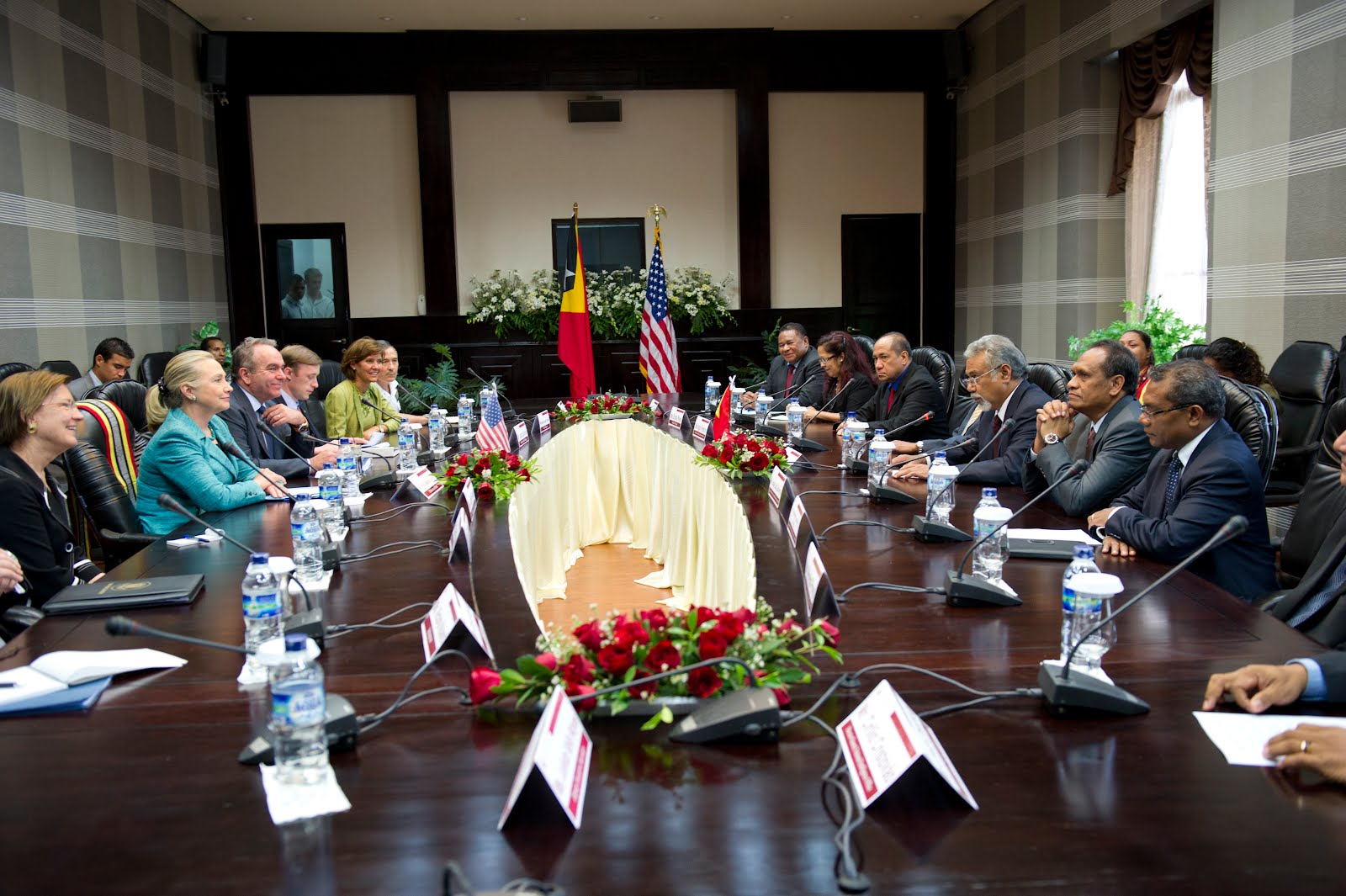
Bendito Freitas beim Besuch Hillary Clintons in Osttimor 2012
(auf der rechten Seite, der erste von links in der Reihe)

Von 1987 bis 1993 war er am Institute of Philosophy and Theology Widya Sasana im indonesischen Malang. Hier erhielt er ein Diplom in Literatur. Von 1999 war Freitas an der Lancaster University und erhielt dort 2000 einen Master in International Relations and Strategic Studies am Department of Politics and International Relations.
Freitas war zur Wiedererlangung der Unabhängigkeit Osttimors 2002 Vorsitzender der nationalen Kommission der UNESCO.
In der IV. konstitutionellen Regierung Osttimors wurde Freitas im August 2007 zum Staatssekretär für berufliche Entwicklung. In der V. Regierung, ab dem 8. August 2012, war Freitas Bildungsminister. Mit der Regierungsumbildung am 16. Februar 2015 verlor er sein Amt.
Am 19. November 2015 wurde Freitas zum neuen Botschafter Osttimors in der Volksrepublik China ernannt und folgte damit Vicky Tchong. Die Akkreditierung erfolgte am 29. Februar 2016. Das Amt hatte er bis 2020 inne.
2017 wurde Freitas auf dem Parteikongress zu einem der stellvertretenden Vorsitzenden des CNRT gewählt. 2022 wurde Freitas ziviler Stabschef (Chefe de Casa Civil) vom neuen Staatspräsidenten José Ramos-Horta.
Am 1. Juli 2023 wurde Freitas zum Außenminister der IX. Regierung Osttimors vereidigt.